# Cocina abierta de Karlos Arguiñano
Cocina abierta de Karlos Arguiñano (entre 1996 i 2019 conegut com a Karlos Arguiñano en tu cocina) és un programa de televisió de cuina, emès actualment per Antena 3 i Hogarmanía, i presentat per Karlos Arguiñano. El format ha passat pels canals de Televisió Espanyola, Telecinco i Antena 3 amb diferents denominacions. També s'han produït emissions en paral·lel del programa per al públic de l'Argentina, durant els sojorns semestrals d'Arguiñano en aquest país, entre 1996 i 2000, passant pels canals ATC i Canal 13. De 1996 a 2000 va passar a emetre's a les 12.30. Actualment, emet les repeticions pel canal argentí Volver.

## Format
Karlos Arguiñano cuina cada dia un plat de temporada.
D'altra banda, Eva Arguiñano visita el programa cada setmana per a preparar unes postres o una recepta dolça. Un altre col·laborador setmanal és Martín Berasategui, que mostra tècniques innovadores en els fogons. A més, la nutricionista Ainhoa Sánchez presenta la informació nutricional de les receptes, oferint consells sobre una alimentació sana i equilibrada, i prepara una amanida que complementi el plat principal del dia. Per part seva, Joseba Arguiñano ensenya als espectadors que tenen poc temps per a cuinar com fer plats fàcils. Cal destacar també que Juan Mari Arzak, que va col·laborar entre 2005 i 2019, elaborava productes alimentosos amb tècniques noves i senzilles

## Equip
- Karlos Arguiñano (1991-present): Cuiner i presentador.
- Eva Arguiñano (1991-present): Cuinera i repostera.
- Juan Mari Arzak (2005-2019): Cuiner.
- Ainhoa Sánchez (2010-present): Nutricionista.
- Martín Berasategui (2017-present): Cuiner.
- Joseba Arguiñano (2019-present): Cuiner.

## Història
L'any 1991, Karlos Arguiñano va iniciar la presentació d'un espai diari de cuina titulat El menú de cada día a Televisió Espanyola. A més d'aquest programa, el 1993 va presentar un programa per a ensenyar cuina bàsica a un convidat anònim, titulat El sábado cocino yo, antecedent del programa Hoy cocinas tú (emès entre 2006 i 2011). El programa diari, des d'octubre de 1993 i fins a 1995, va passar a dir-se El menú de Karlos Arguiñano, i el 1995-1998 La cocina de Arguiñano.
El 1997, el cuiner va fitxar per Telecinco, on va traslladar el seu programa fins a febrer de 1998. Després d'un any fora de la programació espanyola, va tornar a Telecinco el febrer de 1999.
El 2002 va tornar a TVE i el 2004 va tornar a Telecinco. En la cadena privada, el programa va passar a utilitzar el mateix nom va obtenir en la seva emissió a l'Argentina entre 1996 i 2000, Karlos Arguiñano en tu cocina, i va incloure com a principal novetat la col·laboració del cuiner Juan Mari Arzak els divendres.
En l'estiu de 2010, Arguiñano va trencar el contracte que el lligava a Telecinco per a signar amb Antena 3, deixant diversos programes gravats que Telecinco va decidir no emetre. En aquesta cadena, que va començar a emetre el programa a les 20.00 hores des del 20 de setembre, es va incloure la col·laboració diària de la nutricionista Ainhoa Sánchez. Més tard, després de la reestructuració de les tardes de la cadena, el programa va passar a emetre's a les 12.15 hores. Així, a causa de l'èxit d'audiència que havia anat collint els matins, Antena 3 va decidir renovar el contracte amb el cuiner per, almenys, una temporada més.
En 2017, el cuiner Martín Berasategui es va unir a l'espai. La seva funció és acostar l'alta cuina al públic.
El 9 de setembre de 2019, el programa canvià la seva denominació per la de Cocina abierta de Karlos Arguiñano. A més, va incorporar al seu fill Joseba Arguiñano com a col·laborador.
Actualment s'emet primer una vegada en el canal de pagament Hogar Útil TV-Hogarmanía i després en Antena 3 (el programa sencer i un breu espai que resumeix en 5 minuts la recepta del dia) i després es repeteix en diferents canals pertanyents a Atresmedia Corporación (La Sexta, Nova, Mega o Antena 3 Internacional, Atresplayer (via internet), etcètera). També s'emet fora d'Espanya en diferents cadenes de televisió d'Hispanoamèrica, una vegada ja es troba emès almenys una vegada en Antena 3 i Antena 3 Internacional.